# Мамоново (Износковский район)
Мамоново — деревня в Износковском районе Калужской области России. Входит в состав сельского поселения «Деревня Алексеевка».

## География
Деревня находится в северной части Калужской области, в зоне хвойно-широколиственных лесов, в пределах южного склона Смоленско-Московской возвышенности, к югу от автодороги 29Н-190, на расстоянии примерно 16 километров (по прямой) к юго-востоку от села Износки, административного центра района. Абсолютная высота — 192 метра над уровнем моря.
Климат
Климат характеризуется как умеренно континентальный, с тёплым летом и умеренно холодной зимой. Среднегодовая многолетняя температура воздуха составляет 3,8 °C. Средняя температура воздуха самого тёплого месяца (июля) — 17,6 °C (абсолютный максимум — 38 °C); самого холодного (января) — −10 °C (абсолютный минимум — −43 °C). Среднегодовое количество атмосферных осадков составляет около 620 мм.
Часовой пояс
Деревня Мамоново, как и вся Калужская область, находится в часовой зоне МСК (московское время). Смещение применяемого времени относительно UTC составляет +3:00.

## Население
| 2002 | 2010 |
| ---- | ---- |
| 2    | ↘0   |